# Josyf Dnistrianski
Josyf Anton Wasyl Dnistrianski, wzgl. Józef Antoni Bazyli Dniestrzański (ukr. Йосиф Антон Василь Дністрянський; ur. ok. 1861, zm. w 1939 lub później) – urzędnik austriacki (c. k.) i polski. 

## Życiorys
Ojciec – urzędnik (oficjał) Hryhorij Dnistrianski (wzgl. Grzegorz Dniestrzański), matka – Teofila Kamińska. Josyf był bratem stryjecznym prof. Stanisława Dnistrianskiego.
W C. K. Wyższym Gimnazjum w Brzeżanach w 1877 ukończył V klasę, w 1879 – VII, w 1880 – VIII.
W latach 1886, 1887 praktykant konceptowy Namiestnictwa we Lwowie, ok. 1888 praktykant konceptowy Namiestnictwa, przydzielony do starostwa powiatowego w Gorlicach. W latach 1889, 1890, 1891, 1892, 1893 praktykant konceptowy Namiestnictwa, przydzielony do starostwa powiatowego w Tarnopolu. W latach 1894, 1895 prowizoryczny koncepista Namiestnictwa, w latach 1896, 1897 koncepista Namiestnictwa, przydzielony do starostwa powiatowego w Tarnopolu. W 1898 koncepista Namiestnictwa, przydzielony do starostwa powiatowego w Brzozowie. Komisarz w c. k. starostwie powiatowym w Brzozowie (m.in. w latach 1899, 1900, 1901). Komisarz powiatowy w Tarnopolu (m.in. w 1902). Sekretarz Namiestnictwa (m.in. w latach 1904, 1905, 1906 (oraz przydzielony do starostwa powiatowego w Tarnopolu), 1907, 1908 (przydzielony do starostwa powiatowego w Zbarażu)). Kierownik c. k. starostwa powiatowego w Zbarażu (m.in. w latach 1907, 1908. Starosta powiatowy ze Zbarażu (m.in. w latach 1909, 1910, 1911, 1912, 1913, 1914), starosta powiatowy buczacki, zapewne w latach 1918–1919. Przewodniczący Rady Szkolnej Okręgowej w Zbarażu (m.in. w latach 1907, 1908, 1909, 1910, 1911, 1912, 1913, 1914).
Przez pewien czas był naczelnikiem Wydziału budżetowo-gospodarczego województwa tarnopolskiego, m.in. w październiku, listopadzie 1921
, listopadzie 1925. Minister Spraw Wewnętrznych za zgodą prezesa Rady Ministrów i Ministra Skarbu ustalił w służbie państwowej Józefa Dniestrzańskiego, naczelnika Wydziału w V. st. sł. w Urzędzie Wojewódzkim w Tarnopolu. 29 września 1925 przeniesiony w stan spoczynu.